# Zahlensystem
Ein Zahlensystem oder Ziffernsystem (seltener auch Zahlsystem genannt) legt fest, wie eine Zahl dargestellt wird, insbesondere wenn ihr Wert nicht unmittelbar abzählbar oder erkennbar ist wie bei der Anzahl von Punkten auf einem Spielwürfel. Dazu hat sich die Verwendung einer kleinen Anzahl von Ziffern bewährt, die mit entsprechend wenigen Schriftzeichen in einer Zahlschrift auskommen und mit wenigen Regeln für deren Anordnung. Für die Ziffern gibt es eigenständige oder anderwärtig bekannte Zeichen, wie Buchstaben als römische Ziffern. In einem leistungsfähigen Zahlensystem können die Ziffern durch Vorzeichen, Dezimaltrennzeichen und Tausendertrennzeichen ergänzt werden.
Vor allem werden drei Ziffernsysteme unterschieden:
- Stellenwertsystem oder Positionssystem:

(Beispiel: das Dezimalsystem)
Das Stellenwertsystem hat sich besonders bewährt und fast weltweit ausgebreitet. Der Wert einer Ziffer wird unterschiedlich gewichtet je nach der Position, an welcher sie steht. Wenn in diesem Zahlensystem eine Ziffer an einer Stelle steht wie die 2 in der Zahl 20, wird ihr Wert mit dem Faktor zehn gewichtet (multipliziert), wenn sie an einer Stelle steht wie die 2 in der Zahl 200, dann mit dem Faktor hundert. Eine solche Zahl hat den Wert der Summe der gewichteten Ziffernwerte.
- Additionssystem:

(Beispiel: die Römische Zahlschrift)
Bei einem Additionssystem gibt es keine Gewichtung und kein Zeichen für die Null. Sechzehn Striche in einer Strichliste stehen für den Wert sechzehn, ebenso die drei Ziffern in der römischen Zahl XVI.
- „Hybridsystem“:

(Beispiel: die Chinesische Zahlschrift)
Ein Hybridsystem enthält neben Ziffern auch Gewichtungsfaktoren ähnlich dem schriftlichen Deutsch. Anstatt 3 000 000 bzw. 3'000'000 schreibt man 3 Millionen, in Naturwissenschaft und Technik auch 3e6. Im traditionellen chinesischen Ziffernsystem schreibt man
三万六十 für dreimal zehntausend plus sechsmal zehn für 30 060 bzw. 30'060; die Gewichtungsfaktoren sind hier grün gekennzeichnet.

## Additionssysteme
In einem Additionssystem wird eine Zahl als Summe der Werte ihrer Ziffern dargestellt. Dabei verändert die Position einer Ziffer ihren Wert nicht. Ein Beispiel ist das Strichsystem (Unärsystem). Es bietet sich an, wenn etwas schriftlich mitgezählt werden soll (wie zum Beispiel die Getränke auf einem Bierdeckel). Hierbei wird die Zahl {\displaystyle n} durch {\displaystyle n} Striche dargestellt. Dies ist vermutlich eines der ältesten Zählsysteme überhaupt. Das Unärsystem wird bei der Darstellung größerer Zahlen schnell unübersichtlich. Deshalb ist es meist üblich, die Zahlen in Blöcke zusammenzufassen, indem man etwa jeden fünften Strich quer über die vier vorangegangenen Einzelstriche legt. Obwohl es für sehr große Zahlen weniger gut geeignet ist, wird es im Alltag dennoch in manchen Situationen verwendet, da eine Addition um einen Zahlenwert einfach durch das Hinzufügen eines Striches möglich ist. Herkömmliche Systeme lassen eine so einfache und schnelle Erweiterung im Allgemeinen nicht zu. Das römische Ziffernssystem ist bereits etwas komplizierter. Buchstaben werden für 5er und 10er Zahlen verwendet, wie V für fünf. Es gibt auch spezielle Regeln nach der Position der Zeichen zueinander. XI ist elf, IX ist neun. Der Wert der Ziffern verändert sich jedoch nicht, ein I ist immer eine Eins.

## Stellenwertsysteme

### Aufbau
Im Alltag und in der Wissenschaft wird eine Zahl üblicherweise durch Ziffern (0, 1, 2, …, 9, die allein die ersten zehn der natürlichen Zahlen darstellen, und Buchstaben) und weitere Zahlenzeichen wie Vorzeichen (plus, minus) und Trennzeichen (Komma, Leerzeichen) dargestellt. Die Anzahl der verwendeten Ziffern wird „Basis des Stellenwertsystems“ genannt. Die gängigsten Basen sind 2 (beim Dualsystem), 8 (beim Oktalsystem), 10 (beim im Alltag gebrauchten Dezimalsystem) oder 16 (beim in der Datenverarbeitung wichtigen Hexadezimalsystem).
Die Ziffern haben eine durch Konvention festgelegte Reihenfolge ihres Wertes. Beim Hochzählen (das entspricht der Addition einer Eins) wird in dieser Reihenfolge zur nächsten Ziffer übergegangen. Bei der Addition einer Eins auf die höchstwertigste Ziffer wird auf die niederwertigste Ziffer übergegangen, und auf der nächsthöheren Stelle wird eine Eins addiert.
Dazu werden die Ziffern je nach ihrer Stelle unterschiedlich bewertet, wobei der Stellenwert eine Potenz der Basis ist (zum Beispiel „Einerstelle“, „Zehnerstelle“, „Hunderterstelle“, …). Die Stelle mit der niedrigsten Bewertung steht dabei ganz rechts. Die Berechnung des Zahlenwertes erfolgt dann durch Multiplikation der einzelnen Ziffernwerte mit den zugehörigen Stellenwerten und der Addition dieser Produkte.
Auf diese Weise lässt sich in einem Stellenwertsystem jede natürliche Zahl darstellen. Für die Erweiterung auf negative Zahlen wird ein Vorzeichen links vor die Ziffernfolge gesetzt, mit dem angegeben wird, ob eine Zahl positiv oder negativ ist. Durch die Verwendung negativer Exponenten lassen sich in einem Stellenwertsystem auch rationale Zahlen schreiben, wobei der Übergang von nichtnegativen zu negativen Exponenten durch ein Trennzeichen in der Zahldarstellung markiert wird, beispielsweise ein Komma oder einen Punkt.

### Darstellungsbereich

Zahlengerade mit Dezimalzahlen

Zahlenkreis mit achtstelligen Dualzahlen.
Ein waagerechter Strich markiert die Grenzen des Zahlenbereiches bei unterschiedlichen Dezimalzahl-Zuordnungen

Die Menge der darstellbaren Zahlen lässt sich bei einer unbeschränkten Anzahl von Stellen an einer Zahlengeraden veranschaulichen. Steht nur eine beschränkte Anzahl von Stellen zur Verfügung, wird das an einem Zahlenkreis veranschaulicht. Bei dieser Beschränkung kann eine Addition oder Subtraktion von Zahlen aus dem Bereich der darstellbaren Zahlen herausführen.

## Hybridsysteme
In einigen Zehner-Zahlensystemen gibt es neben den Ziffern für die natürlichen Zahlen 1…9 zusätzlich Ziffern für Zehnerpotenzen; die Werte beider werden paarweise kombiniert und miteinander multipliziert. In den europäischen Zahlensystemen kamen solche Hybridsysteme so gut wie nicht vor, wohl aber, schon seit Beginn des zweiten Jahrtausends v. Chr., in Mesopotamien, später auch in China und im Nahen Osten allgemein. Sowohl aus Äthiopien als auch aus Südindien und Sri Lanka sowie der Maya-Kultur sind solche hybriden Zahlensysteme bekannt.
Beispiele im japanisch-chinesischen Zahlensystem:
```
    23:  二十三  (2 × 10 + 3)
30
 
000:  三万    (3 × 10
 
000)
```

## Geschichte
Die Geschichte der Zahlensysteme wird bereits in verschiedenen Artikeln behandelt, die dazu eigene Kapitel haben, und deshalb hier nicht aufgegriffen; siehe Stellenwertsystem, Dezimalsystem, Zahl, Zahlzeichen.